# Tratado de Windsor (1175)

Los reinos principales en la Irlanda gaélica.

El Tratado de Windsor se firmó en 1175 en Windsor, Berkshire, entre el rey Enrique II de Inglaterra y el Gran rey de Irlanda, Rory O'Connor. Consistió en un acuerdo territorial firmado durante la expansión normanda de la isla de Irlanda.

## Tratado
La totalidad del acuerdo dejó a Rory con un reino consistente en zonas territoriales en las afueras de Leinster, Meath y Waterford, siempre y cuando pagase tributo a Enrique II, lo cual le permitió establecer su soberanía por todo el territorio. Toda Irlanda estaba también sujeta a las nuevas disposiciones religiosas de la bula papal Laudabiliter y el Sínodo de Cashel (1172).
Rory estaba obligado a pagar un cuero de vaca tratado por cada diez vacas. Los otros "reyes y pueblos" de Irlanda disfrutarían de sus tierras y libertades mientras permanecieran fieles a los reyes de Inglaterra y se vieron obligados a pagar su tributo en pieles a través de Rory.
Los testigos fueron Richard de Ilchester, obispo de Winchester; Geoffrey, obispo de Ely; Lorenzo O´Toole, arzobispo de Dublín; William de Mandeville, III conde de Essex; El justiciar Richard de Luci; Geoffrey de Purtico; Reginald de Courtenea (Courtenay) y tres de los capellanes de la corte de Enrique.
Los Anales de Tigernach registraron que: "Cadhla Ó Dubhthaigh vino de Inglaterra, del Hijo de la Emperatriz, trayendo con él la paz de Irlanda, y el reino de ambos, tanto extranjeros como Gaélicos, a Ruaidhrí Conchobhair y a cada rey provincial de las provincias del rey de Irlanda, y sus tributos a Ruaidhrí." Los Anales también enumeraron la violencia en curso en Irlanda en ese momento. El texto revela un malentendido del alcance del tratado y de los asuntos acordados por los dos reyes que pronto resultaron fatales para la paz de Irlanda. Enrique veía a Rory como su subordinado dentro del sistema feudal, pagándole una renta anual en nombre de todos sus sub-reyes; Rory se veía como el Alto rey de Irlanda restaurado, sujeto solo a un tributo anual muy asequible a Enrique.

## Resultados
El tratado se rompió muy rápidamente, ya que Rory era incapaz de impedir que los caballeros normandos a sueldo constituyeran nuevos señoríos, comenzando con asaltos contra Munster y Dál Fiatach en 1177. Por su parte, Enrique estaba demasiado preocupado por los eventos en Francia como para intentar ponerles freno. En 1177, Enrique reemplazó a William FitzAldelm con su hijo de 10 años, el príncipe Juan, y lo nombró Señor de Irlanda.